# Керон
Керон (фр. Cairon) насеље је и општина у северној Француској у региону Доња Нормандија, у департману Калвадос која припада префектури Кан.
По подацима из 2011. године у општини је живело 1688 становника, а густина насељености је износила 285,62 становника/km². Општина се простире на површини од 5,91 km². Налази се на средњој надморској висини од 85 метара (максималној 72 m, а минималној 28 m).

## Демографија
| 1962. | 1968. | 1975. | 1982. | 1990. | 1999. | 2011. |
| ----- | ----- | ----- | ----- | ----- | ----- | ----- |
| 409   | 480   | 664   | 809   | 1.098 | 1.585 | 1.688 |

График промене броја становника у току последњих година